# Anker (Uhr)
Der Anker (synonym Haken) ist ein Teil der Ankerhemmung, die bei Räderuhren die Verbindung zwischen Räderwerk und Gangregler herstellt. Die erste Ankerhemmung wurde 1676 von Robert Hooke erfunden und 1680 vom englischen Uhrmacher William Clement für den Einsatz in Großuhren weiterentwickelt.
Der Anker zählt zu den am meisten strapazierten Bauteilen der Räderuhren, da an ihm sowohl Gleitreibung als auch Stoßbeanspruchung durch Hemmung und Hebung stattfinden. Daher sind die Kontaktflächen zur Verminderung des Verschleißes bei der Schweizer Palettenankerhemmung oder der Glashütter Palettenankerhemmung (beides Kolbenzahnhemmungen) mit Palettensteinen (synonym Ankerklaue, Ankerstein, Hebestein oder Hebungsstein) aus Rubinen oder anderen Korunden bestückt. 
Das Ticken der Uhr wird durch das Aufeinanderstoßen zwischen den Zähnen des Hemmungsrades und den beiden Zähnen des Ankers (oder seinen Paletten) verursacht.

## Bilder

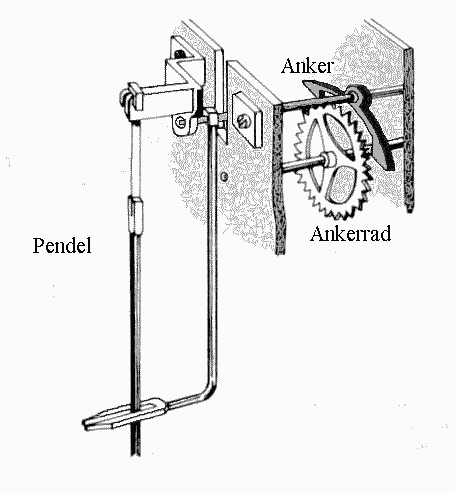
Anker in Pendeluhren
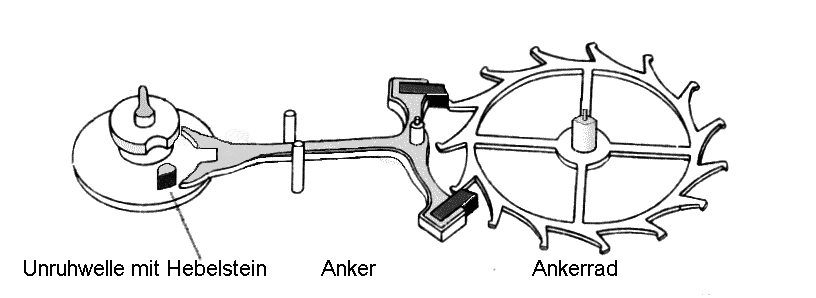
Anker in Kleinuhren mit Unruh
Prinzip der Ankerhemmung
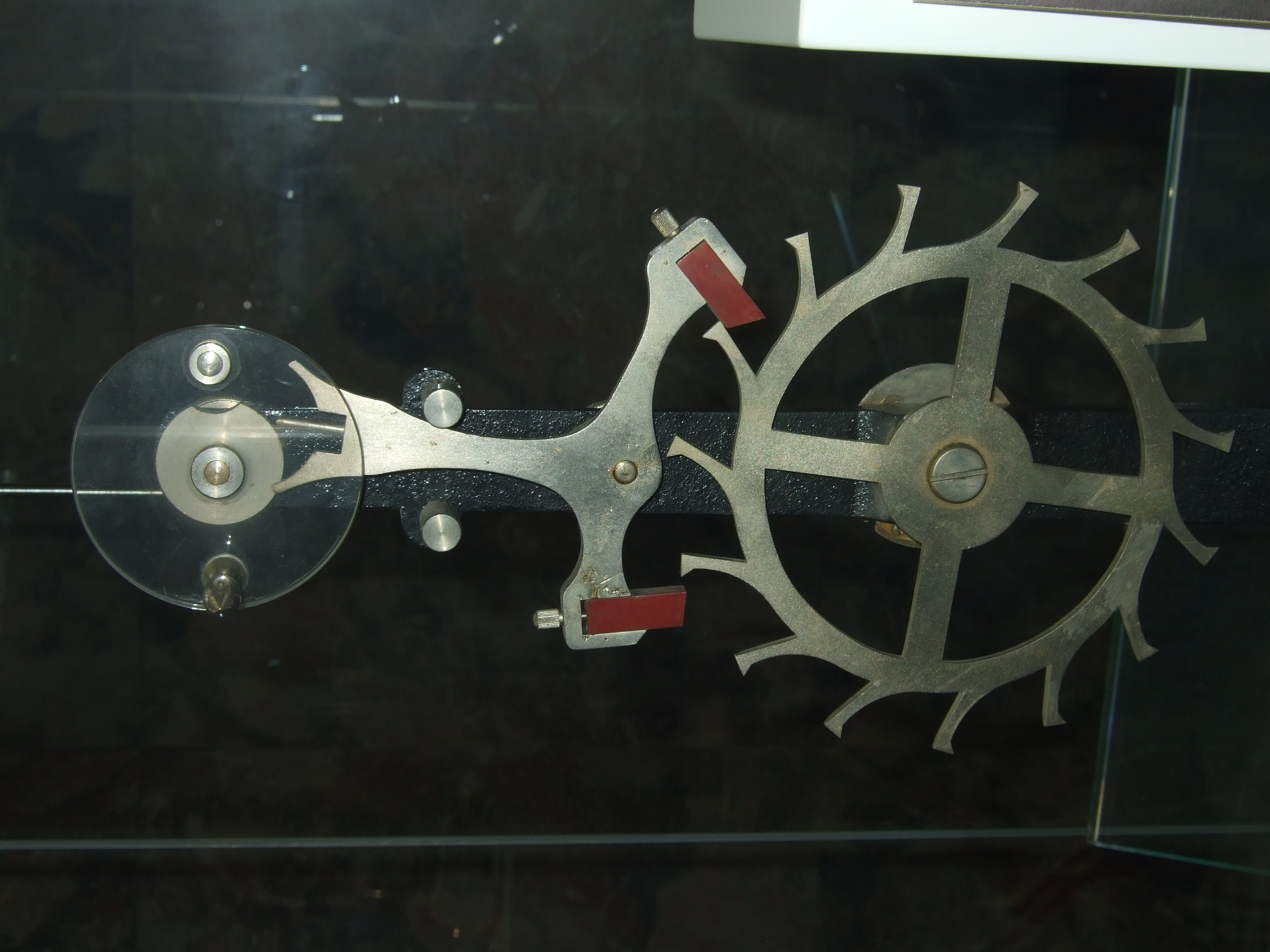
Modell der Schweizer Ankerhemmung